# Canadá nos Jogos Olímpicos de Verão de 2012
O Canadá competiu nos Jogos Olímpicos de Verão de 2012, que aconteceram na cidade de Londres, no Reino Unido, de 27 de julho até 12 de agosto de 2012.

## Medalhas
| Atleta | Esporte        | Evento                      | Medalha |
| --- | -------------- | --------------------------- | ------- |
| Ryan Cochrane | Natação        | 1500 m livre masculino      | Prata   |
| Gabriel Bergen Douglas Csima Robert Gibson Conlin McCabe Malcolm Howard Andrew Byrnes Jeremiah Brown Will Crothers Brian Price (tim.)                             | Remo           | Oito com masculino          | Prata   |
| Janine Hanson Rachelle Viinberg Krista Guloien Lauren Wilkinson Natalie Mastracci Ashley Brzozowicz Darcy Marquardt Andreanne Morin Lesley Thompson-Willie (tim.) | Remo           | Oito com feminino           | Prata   |
| Derek Drouin | Atletismo      | Salto em altura masculino   | Bronze  |
| Christine Girard | Halterofilismo | Até 63 kg feminino          | Bronze  |
| Brent Hayden | Natação        | 100 m livre masculino       | Bronze  |
| Richard Weinberger | Natação        | Maratona aquática masculino | Bronze  |

## Desempenho

### Atletismo
Masculino
| Atleta        | Evento          | Preliminar | Preliminar | Quartas-de-final | Quartas-de-final | Semifinal | Semifinal | Final | Final             |
| Atleta        | Evento          | Marca      | Posição    | Marca            | Posição          | Marca     | Posição   | Marca | Posição           |
| ------------- | --------------- | ---------- | ---------- | ---------------- | ---------------- | --------- | --------- | ----- | ----------------- |
| Derek Drouin  | Salto em altura | 2,29m      | 6º q       |                  |                  |           |           | 2,29m | Medalha de bronze |
| Michael Mason | Salto em altura | 2,26m      | 12º q      | 2,29m            | 8º               |           |           |       |                   |

### Canoagem slalom
Masculino
| Atleta         | Evento | Preliminar | Preliminar | Preliminar | Preliminar | Semifinais  | Semifinais  | Final       | Final       |
| Atleta         | Evento | Descida 1  | Descida 2  | Total      | Posição    | Tempo       | Posição     | Tempo       | Posição     |
| -------------- | ------ | ---------- | ---------- | ---------- | ---------- | ----------- | ----------- | ----------- | ----------- |
| Michael Tayler | K-1    | 155s89     | 97s64      | 97s64      | 20º        | Não avançou | Não avançou | Não avançou | Não avançou |

### Futebol
Feminino
| Equipe | Equipe | Fase de grupos                               | Fase de grupos | Quartas                | Semifinal              | Final                  | Pos. |
| Equipe | Equipe | Adversário e resultado                       | Pos.           | Adversário e resultado | Adversário e resultado | Adversário e resultado | Pos. |
| --- | --- | -------------------------------------------- | -------------- | ---------------------- | ---------------------- | ---------------------- | ---- |
| Karina LeBlanc Emily Zurrer Chelsea Stewart Carmelina Moscato Robyn Gayle Kaylyn Kyle Rhian Wilkinson Diana Matheson Candace Chapman | Lauren Sesselmann Desiree Scott Christine Sinclair Sophie Schmidt Melissa Tancredi Kelly Parker Jonelle Filigno Brittany Timko Erin McLeod | JPN Japão D 1-2 SWE Suécia RSA África do Sul |                |                        |                        |                        |      |

### Halterofilismo(3 atletas)
Feminino
| Atleta               | Evento | Arranque (kg) | Arremesso (kg) | Total (kg) | Posição           |
| -------------------- | ------ | ------------- | -------------- | ---------- | ----------------- |
| Annie Moniqui        | -58kg  | 85,0          | 105,0          | 190,0      | 16º               |
| Christine Girard     | -63kg  | 103,0         | 133,0          | 236,0      | Medalha de bronze |
| Marie-Ève Beauchemin | -69kg  | 104,0         | 135,0          | 239,0      | 8º                |

### Lutas
O Canadá conquistou duas vagas na Copa do Mundo de Lutas de 2011, realizada em Istanbul, na Turquia, do dia 12 ao dia 18 de setembro de 2011.
- Categoria de peso -48 kg, na luta livre feminina;
- Categoria de peso -55 kg, na luta livre feminina.

### Natação
Masculino
| Atletas                                                     | Evento          | Eliminatórias | Eliminatórias | Semifinal   | Semifinal        | Final       | Final             |
| Atletas                                                     | Evento          | Tempo         | Posição       | Tempo       | Posição          | Tempo       | Posição           |
| ----------------------------------------------------------- | --------------- | ------------- | ------------- | ----------- | ---------------- | ----------- | ----------------- |
| Brent Hayden                                                | 50 m livre      | 22.15         | 13º Q         | 22.12       | 14º              | Não avançou | Não avançou       |
| Brent Hayden                                                | 100 m livre     | 48s51         | 5º Q          | 48s21       | 6º Q             | 47s80       | Medalha de bronze |
| Blake Worsley                                               | 200 m livre     | 1min48s14     | 17º           | Não avançou | Não avançou      | Não avançou | Não avançou       |
| Ryan Cochrane                                               | 400 m livre     | 3min47s26     | 9º            |             |                  | Não avançou | Não avançou       |
| Ryan Cochrane                                               | 1500 m livre    | 14min49s31    | 3º Q          | 14min39s63  | Medalha de prata |             |                   |
| Charles Francis                                             | 100 m costas    | 54s08         | 13º Q         | 54s42       | 15º              | Não avançou | Não avançou       |
| Tobias Oriwol                                               | 200 m costas    | 1min58s06     | 11º Q         | 1min58s74   | 13º              | Não avançou | Não avançou       |
| Scott Dickens                                               | 100 m peito     | 59s85         | 7º Q          | 1min00s16   | 16º              | Não avançou | Não avançou       |
| Scott Dickens                                               | 200 m peito     | 2min10s95     | 13º Q         | 2min11s71   | 16º              | Não avançou | Não avançou       |
| Joe Bartoch                                                 | 100 m borboleta | 53s09         | 27º           | Não avançou | Não avançou      | Não avançou | Não avançou       |
| David Sharpe                                                | 200 m borboleta | 1min59s87     | 31º           | Não avançou | Não avançou      | Não avançou | Não avançou       |
| Andrew Ford                                                 | 200 m medley    | 2min00s28     | 16º Q         | 2min01s58   | 15º              | Não avançou | Não avançou       |
| Alec Page                                                   | 400 m medley    | 4min19s17     | 23º           |             |                  | Não avançou | Não avançou       |
| Brent Hayden Colin Russell Richard Hortness Thomas Gossland | 4x100 m livre   | 3min16s42     | 10º           | Não avançou | Não avançou      |             |                   |
| Blake Worsley Colin Russell Tobias Oriwol Alec Page         | 4x200 m livre   | 7min15s22     | 14º           | Não avançou | Não avançou      |             |                   |
| Charles Francis Scott Dickens Joe Bartoch Brent Hayden      | 4x100m medley   | 3min34s46     | 8º Q          | 3min34s19   | 8º               |             |                   |

Feminino
| Atletas                                                            | Evento          | Eliminatórias | Eliminatórias | Semifinal                     | Semifinal   | Final       | Final       |
| Atletas                                                            | Evento          | Tempo         | Posição       | Tempo                         | Posição     | Tempo       | Posição     |
| ------------------------------------------------------------------ | --------------- | ------------- | ------------- | ----------------------------- | ----------- | ----------- | ----------- |
| Julia Wilkinson                                                    | 100 m livre     | 54s16 Q       | 9º            | 54s25                         | 13º         | Não avançou | Não avançou |
| Barbara Jardin                                                     | 200 m livre     | 1min57s92 Q   | 6º            | 1min57s91                     | 10º         | Não avançou | Não avançou |
| Samantha Cheverton                                                 | 200 m livre     | 1min58s11 Q   | 9º            | 1min57s98                     | 11º         | Não avançou | Não avançou |
| Brittany MacLean                                                   | 400 m livre     | 4min05s06 Q   | 6º            |                               |             | 4min06s24   | 7º          |
| Savannah King                                                      | 400 m livre     | 4min10s93     | 18º           | Não avançou                   | Não avançou |             |             |
| Alexa Komarnycky                                                   | 800 m livre     | 8min28s11     | 11º           | Não avançou                   | Não avançou |             |             |
| Savannah King                                                      | 800 m livre     | 8min29s72     | 15º           | Não avançou                   | Não avançou |             |             |
| Julia Wilkinson                                                    | 100 m costas    | 59s94         | 7º Q          | 59s91                         | 9º          | Não avançou | Não avançou |
| Sinead Russell                                                     | 100 m costas    | 1min00s10     | 13º Q         | 1min00s57                     | 16º         | Não avançou | Não avançou |
| Sinead Russell                                                     | 200 m costas    | 2min09s04     | 7º Q          | 2min08s76                     | 8º Q        | 2min09s86   | 8º          |
| Hilary Caldwell                                                    | 200 m costas    | 2min10s75     | 18º           | Não avançou                   | Não avançou | Não avançou | Não avançou |
| Jillian Tyler                                                      | 100 m peito     | 1min07s81     | 15º Q         | 1min07s87                     | 14º         | Não avançou | Não avançou |
| Tera van Beilen                                                    | 100 m peito     | 1min07s85     | 16º Q         | 1min07s48 Swin-off: 1min07s73 | 9º          | Não avançou | Não avançou |
| Martha McCabe                                                      | 200 m peito     | 2min26s39     | 13º Q         | 2min24s09                     | 7º Q        | 2min23s16   | 5º          |
| Tera van Beilen                                                    | 200 m peito     | 2min27s70     | 21º           | Não avançou                   | Não avançou | Não avançou | Não avançou |
| Katerine Savard                                                    | 100 m borboleta | 58s76         | 17º Q         | 59s22                         | 16º         | Não avançou | Não avançou |
| Audrey Lacroix                                                     | 200 m borboleta | 2min09s25     | 15º Q         | 2min08s00                     | 12º         | Não avançou | Não avançou |
| Katerine Savard                                                    | 200 m borboleta | 2min11s05     | 19º           | Não avançou                   | Não avançou | Não avançou | Não avançou |
| Erica Morningstar                                                  | 200 m medley    | 2min14s32     | 17º           | Não avançou                   | Não avançou | Não avançou | Não avançou |
| Stephanie Horner                                                   | 400 m medley    | 4min45s49     | 21º           |                               |             | Não avançou | Não avançou |
| Julia Wilkinson Tera van Beilen Katerine Savard Samantha Cheverton | 4x100 m medley  | 4min02s71     | 12º           | Não avançou                   | Não avançou |             |             |

### Remo
Masculino
| Equipe | Evento           | Eliminatórias | Eliminatórias | Repescagem | Repescagem | Quartas | Quartas | Semifinal | Semifinal | Final   | Final                |
| Equipe | Evento           | Tempo         | Posição       | Tempo      | Posição    | Tempo   | Posição | Tempo     | Posição   | Tempo   | Posição (Pos. final) |
| --- | ---------------- | ------------- | ------------- | ---------- | ---------- | ------- | ------- | --------- | --------- | ------- | -------------------- |
| David Calder Scott Frandsen | Dois sem         | 6m23s80       | 1º S          | BYE        | BYE        |         |         | 6m56s47   | 3º FA     | 6m30s49 | 6º (6º)              |
| Michael Braithwaite Kevin Kowalyk | Skiff duplo      | 6m34s11       | 5º R          | 6m30s74    | 3º S       | 6m38s94 | 6º FB   | 6m32s61   | 6º (12º)  |         |                      |
| Douglas Vandor Morgan Jarvis | Skiff duplo leve | 6m42s59       | 3º R          | 6m36s03    | 4º S C/D   | 7m02s85 | 1º FC   | 6m46s62   | 2º (14º)  |         |                      |
| William Dean Anthony Jacob Derek O'Farrell Michael Wilkinson                                                                          | Quatro sem       | 5m50s78       | 3º S          | BYE        | BYE        | 6m08s90 | 5º FB   | 6m11s15   | 3º (9º)   |         |                      |
| Gabriel Bergen Douglas Csima Robert Gibson Conlin McCabe Malcolm Howard Andrew Byrnes Jeremiah Brown Will Crothers Brian Price (tim.) | Oito com         | 5m37s91       | 4º R          | 5m27s41    | 2º FA      |         |         |           |           | 5m49s98 | Medalha de prata     |

Feminino
| Equipe | Evento   | Eliminatórias | Eliminatórias | Repescagem | Repescagem | Quartas | Quartas | Semifinal | Semifinal | Final   | Final                |
| Equipe | Evento   | Tempo         | Posição       | Tempo      | Posição    | Tempo   | Posição | Tempo     | Posição   | Tempo   | Posição (Pos. final) |
| --- | -------- | ------------- | ------------- | ---------- | ---------- | ------- | ------- | --------- | --------- | ------- | -------------------- |
| Janine Hanson Rachelle Viinberg Krista Guloien Lauren Wilkinson Natalie Mastracci Ashley Brzozowicz Darcy Marquardt Andreanne Morin Lesley Thompson-Willie (tim.) | Oito com | 6m13s91       | 1º Q          | BYE        | BYE        |         |         |           |           | 6m12s06 | Medalha de prata     |

### Taekwondo
O Canadá conseguiu vaga para três categorias de peso, conquistadas na qualificatória pan-americana, realizada em Querétaro, no México:
- até 80 kg masculino;
- mais de 80 kg masculino;
- até 67 kg feminino.

### Tiro
Masculino
| Atleta      | Evento                | Qualificação | Qualificação | Final       | Final       | Posição |
| Atleta      | Evento                | Placar       | Posição      | Placar      | Total       | Posição |
| ----------- | --------------------- | ------------ | ------------ | ----------- | ----------- | ------- |
| Cory Niefer | Carabina de ar 10 m   | 581          | 46º          | Não avançou | Não avançou | 46º     |
| Cory Niefer | Carabina deitado 50 m |              |              |             |             |         |

Feminino
| Atleta         | Evento                | Qualificação | Qualificação | Final       | Final       | Posição |
| Atleta         | Evento                | Placar       | Posição      | Placar      | Total       | Posição |
| -------------- | --------------------- | ------------ | ------------ | ----------- | ----------- | ------- |
| Dorothy Ludwig | Pistola de ar de 10 m | 376          | 34º          | Não avançou | Não avançou | 34º     |

### Tiro com arco(2 atletas)
| Atleta             | Prova                | Rodada de classificação | Rodada de classificação | Ronda dos 64                             | Ronda dos 32           | Ronda dos 16           | Quartos-finais         | Semifinais             | Final                  | Final       |
| Atleta             | Prova                | Placar                  | Pos.                    | Adversário e resultado                   | Adversário e resultado | Adversário e resultado | Adversário e resultado | Adversário e resultado | Adversário e resultado | Pos.        |
| ------------------ | -------------------- | ----------------------- | ----------------------- | ---------------------------------------- | ---------------------- | ---------------------- | ---------------------- | ---------------------- | ---------------------- | ----------- |
| Crispin Duenas     | Individual masculino | 678                     | 8º                      | EGY A. El-Nemr D 2-0, 0-2, 0-2, 0-2      | Não avançou            | Não avançou            | Não avançou            | Não avançou            | Não avançou            | Não avançou |
| Marie-Pier Beaudet | Individual feminino  | 645                     | 29º                     | DEN L. Laursen D 1-1, 0-2, 0-2, 2-0, 0-2 | Não avançou            | Não avançou            | Não avançou            | Não avançou            | Não avançou            | Não avançou |

### Triatlo
| Atleta          | Evento    | Natação (1,5 km) | Ciclismo (40 km) | Corrida (10 km) | Tempo total | Posição     |
| --------------- | --------- | ---------------- | ---------------- | --------------- | ----------- | ----------- |
| Simon Whitfield | Masculino | 17m23            | DNF              | DNF             | DNF         | DNF         |
| Brent McMahon   | Masculino | 18m04            | 59m40            | 31m09           | 1h50m03     | 27º         |
| Kyle Jones      | Masculino | 18m31            | 59m17            | 31m03           | 1h49m58     | 25º         |
| Paula Findlay   | Feminino  | 19m52            | 1h10m42          | 40m16           | 2h12m09     | 52º         |
| Kathy Tremblay  | Feminino  | 19m50            | Não avançou      | Não avançou     | Não avançou | Não avançou |